# イワン・ソロヴィヨフ
イワン・ミハイロヴィチ・ソロヴィヨフ（ロシア語: Иван Михайлович Соловьёв
, ラテン文字転写: Ivan Mikhailovich Solov’ev 、1902年6月2日- 1986年8月3日）は、ソビエト連邦の心理学者。教育学博士。
ペンザ出身。1925年モスクワ大学社会科学科を卒業。大学院でヴィゴツキーの指導を受ける。障害学研究所において聴覚障害児および知的障害児の認識活動について研究。
表象の記憶の把持について、表象はつねに力学的変化を受けており、不変のまま把持されないことがあること、すなわち記憶に把持されている像に大きな加工が加えられていることを示した。

## 論文
- 「対象の類似点と相違点に応じて変化する認識」（1940年）
- 「知能遅滞児の現実の知覚」（1953年）
- 「聾唖児の心理の諸問題」（1960年）
- 「聾唖生徒の視知覚、触知覚とその発達」（1961年）
- 「聾児と聴児の課題解決における認識活動」（1961年）

## 著作
- 『学齢期の子どもたちの文学作品と言語』（1927年）[1]
- 『聾児心理学概論』（ザンコフと共著）（1940年）
- 『補助学校生徒の認識活動の諸特性』（1953年）
- 『聾唖児の認識活動の発達』（編集）（1957年）
- 『聾児と聴児の心理発達』（1962年）
- 『正常児と異常児の認識活動の心理学』（1968年）